# Žofie Hedvika Brunšvicko-Wolfenbüttelská
Žofie Hedvika Brunšvicko-Wolfenbüttelská (1. prosince 1561, hrad Hessen – 30. ledna 1631, Loitz) byla brunšvicko-wolfenbüttelskou princeznou a sňatkem pomořansko-wolgastskou vévodkyní.

## Život
Žofie Hedvika přišla na svět jako prvorozené dítě vévody Julia Brunšvicko-Wolfenbüttelského a jeho manželky Hedviky Braniborské, dcery braniborského kurfiřta Jáchyma II. Hektora. Rodiče jí poskytli komplexní a důkladné vzdělání a když byla ještě malá, zahájili manželská jednání.
V necelých šestnácti letech se princezna 20. října 1577 ve Wolgastu provdala za o šestnáct let staršího vévodu Arnošta Ludvíka Pomořanského. Její otec poslal ke dvoru do Wolgastu luteránské teology, kteří se pokusili přimět dvůr k přijetí formule concord jako spolehlivé formulace luteránského vyznání. Dvůr však tuto formuli nepřijal. Arnošt Ludvík nařídil stavební změny hradu Wolgast, středověké severovýchodní křídlo nahradil novým obytným křídlem. Stejně jako její matka byla Žofie Hedvika popisována jako velmi temperamentní. Starala se o chudé a potřebné a nedala se odradit ani epidemií moru.
Arnošt Ludvík zemřel v roce 1592 po patnácti letech manželství. Kromě hradu a okresu Loitz jí zanechal panství Ludwigsburg u Greifswaldu, které jí dal již v roce 1586 a panství Jamitsow v Peenestromu. Ta brzy vyměnila za Zerpenzynské panství naproti městu Loitz. Jméno Zerpenzym v roce 1594 změnila na Sophienhof (Žofiin dvůr). Její děti se s ní přestěhovaly na její vdovské sídlo v Loitz. K připomenutí manželovi smrti napsala hymnu, kterou vydal Ambrosius Lobwasser. V letech 1597 až 1601 doprovázela svého syna, kterého do vládních záležitostí uváděl jeho poručník a regent vévoda Bogislav XIII.
Ještě během manželova života nechala Žofie Hedvika přestavět hrad Loitz na renesanční zámek. Po jeho smrti ho dále zvelebovala. Nechala také přestavět a rozšířit kostel sv. Marie v Loitz. Zámek byl od té doby zbořen a nezůstala po něm žádná stopa. Některé z jejích příspěvků církvi však stále existují, mezi nimi jsou například vévodská křesla, dvojitý portrét sebe sama a jejího manžela a četné erby jejich předků.
Manžel jí dal také panství Dersin u Loissinu, kde po manželovi smrti nechala postavit zámek  Schloss Ludwigsburg. Loitz a Ludwigsburg zůstaly až do její smrti jejími vdovskými statky.
Když byl v roce 1593 proveden soupis jejího dvora, byl přítomen Amtshauptmann, stejně tak pokladník, kontrolor, hofmistr, guvernantka, dvorní dáma a několik komorníků, kuchyňský personál, sklepní personál.
Žofie Hedvika byla popisována jako žena zajímající se o ekonomické procesy, ale také jako marnotratná a arogantní. Je považována za jednu z nejvlivnějších pomořanských vévodkyň. Svého syna přežila o šest let, Filip Julius zemřel v roce 1625 ve vřavě třicetileté války. Žofie Hedvika zemřela 30. ledna 1631 a byla pohřbena ve vévodské hrobce kostela sv. Petra ve Wolgastu.

## Potomci
Z patnáctiletého manželství se narodily tři děti:
- 1. Hedvika Marie Pomořanská (19. 3. 1579 Wolgast – 16. 4. 1606 Loitz), svobodná a bezdětná[1]
- 2. Alžběta Magdalena Pomořanská (14. 6. 1580 Wolgast – 23. 2. 1649 Jelgava)[2]
⚭ 1600 Bedřich Kettler (25. 11. 1569 Jelgava – 17. 8. 1642 tamtéž), vévoda kuronský a zemgalský od roku 1587 až do své smrti[3]
- 3. Filip Julius Pomořanský (27. 12. 1584 Wolgast – 6. 2. 1625), vévoda pomořanský od roku 1592 až do své smrti[4]
⚭ 1604 Anežka Braniborská (17. 7. 1584 Berlín – 26. 3. 1629 Amt Neuhaus)[5]